# Sauvignac
Sauvignac – miejscowość i gmina we Francji, w regionie Nowa Akwitania, w departamencie Charente.
Według danych na rok 1990 gminę zamieszkiwały 102 osoby, a gęstość zaludnienia wynosiła 9 osób/km² (wśród 1467 gmin regionu Poitou-Charentes, Sauvignac plasuje się na 888. miejscu pod względem liczby ludności, natomiast pod względem powierzchni na miejscu 761.).